# Jesús Suevos Fernández-Jove
Jesús Suevos Fernández-Jove (castellà: Jesús Suevos)  (Ferrol, 12 de desembre de 1907 - Madrid, 19 de maig de 2001), fou un polític i periodista gallec. El 1955 va ser president de l'Atlètic de Madrid.

## Biografia
Jesús Suevos va néixer a Ferrol el 12 de desembre de 1907. Llicenciat en Dret, fou membre del I Consell Nacional de Falange Espanyola i de les JONS, designat per la Junta de Comandament el 28 d'agost de 1934. Al març de 1935 va esdevenir un dels fundadors de la Falange a Galícia, essent nomenat president territorial de l'esmentada formació política directament per José Antonio Primo de Rivera, de qui era amic personal.
El juliol de 1936, i un cop començada la Guerra Civil, se sumà al pronunciament contra la República. Fou nomenat Cap de Falange a Pontevedra i director del diari El Pueblo Gallego, que havia estat confiscat per les autoritats franquistes.
Va actuar com a Cap de Centúria de les Milícies de Falange en els combats de la Serra de Guadarrama. Va ser representant de Falange a Portugal i durant la Segona Guerra Mundial va ser corresponsal a París de la Premsa del Moviment.
Fou el primer Director general de Radiodifusión y Televisión (1951). Premi Nacional de Periodisme Francisco Franco (1957). Director general de Cinematografia (1961 - 1962). Així mateix va ser cap del Sindicat Nacional de l'Espectacle i procurador en Corts. Durant diversos anys va ser Tinent d'Alcalde de Madrid, ocupant provisionalment l'alcaldia entre els mandats de Carlos Arias Navarro i Miguel Ángel García-Lomas.
Al maig de 1955, després de cessar com a president de l'Atlètic de Madrid Luis Benítez de Lugo, marquès de la Florida, va ser-ne nomenat president, càrrec que va ostentar fins a desembre d'aquest mateix any, quan va ser reemplaçat per Javier Barroso.
Va morir a Madrid el 19 de maig de 2001.